# Martha Bayona
Martha Bayona Pineda (Bucaramanga, Santander, 12 de agosto de 1995), é uma ciclista de pista colombiana.

## Inícios
No ano de 2010 participou em Bogotá no Campeonato Nacional de Ciclismo em Pista em categoria prejuvenil no qual obtém a sua primeira medalha, com um bronze na prova de Velocidade individual.
No ano de 2011, ainda como ciclista prejuvenil, volta a competir em Cali no Campeonato Nacional de Ciclismo em Pista, obtendo 3 medalhas de ouro nas provas de Velocidade individual, 500 metros contrarrelógio e Keirin, e assim mesmo em dito certame impõe 2 recordes nacionais na sua categoria, nas especialidades de 500  metros e 200 metros lançados. Igualmente, participou no seu primeiro torneio internacional, o Campeonato Pan-Americano de Ciclismo em Pista Juvenil, em onde foi ouro nos 500 metros contrarrelógio e medalha de prata em Velocidade por equipas junto com a ciclista Laura Valencia.
Em busca de melhores condições de treinamento que a permitam melhorar a sua técnica ela muda-se para Medellín, cidade onde foi acolhida pelos campeões de ciclismo em pista Juliana Gaviria e Fabián Puerta.
No ano de 2013, já em categoria de maiores, obtém no Campeonato Pan-Americano de Ciclismo em Pista uma medalha de ouro na prova de Velocidade por equipas, correndo junto à ciclista Juliana Gaviria.

## Palmarés
| - 2013 - Campeonato Pan-Americano de Ciclismo em Pista - Ouro em Velocidade por equipas (junto com Juliana Gaviria) - Campeonato da Colômbia de Ciclismo em Pista - Bronze em 500 metros contrarrelógio - Bronze em Velocidade individual - 2014 - Campeonato da Colômbia de Ciclismo em Pista - Bronze em 500 metros contrarrelógio - 2015 - Campeonato Pan-Americano de Ciclismo - Ouro em Velocidade por equipas (junto com Juliana Gaviria) - Prata em Keirin - Campeonato da Colômbia de Ciclismo em Pista - Bronze em Keirin - 2016 - Campeonato Pan-Americano de Ciclismo - Prata em 500 metros contrarrelógio - Prata em Velocidade por equipas (junto com Juliana Gaviria) - Bronze em Keirin - Campeonato da Colômbia de Ciclismo em Pista - Ouro em 500 metros contrarrelógio - Ouro em Keirin - Ouro em Velocidade individual - Ouro em Velocidade por equipas (junto com Juliana Gaviria) - 2017 - Copa do Mundo de ciclismo em pista de 2016-2017 em Cali - Prata em Keirin - Copa do Mundo de ciclismo em pista de 2016-2017 em Los Angeles - Prata em Keirin - Campeonato Pan-Americano de Ciclismo - Prata em 500 metros contrarrelógio - Ouro em Keirin - Jogos Bolivarianos - Ouro em Velocidade por equipas (junto com Mariana Pajón) - Ouro em Velocidade individual - Ouro em Keirin - Ouro em 500 metros contrarrelógio - Campeonato Mundial de Ciclismo em Pista - Prata em Keirin - Campeonato da Colômbia de Ciclismo em Pista - Ouro em 500 metros contrarrelógio - Ouro em Keirin - Ouro em Velocidade individual - Prata em Velocidade por equipas (junto com María Fernanda Paz) | - 2018 - Jogos Sul-Americanos - Ouro em Velocidade por equipas (junto com Diana García Orrego) - Ouro em Velocidade individual - Ouro em Keirin - Jogos Centro-Americanos e das Caraíbas em Pista - Prata em Velocidade individual - Bronze em Keirin - Bronze em 500 metros contrarrelógio - 2019 - Jogos Pan-Americanos - Ouro em Keirin - Prata em Velocidade individual - Bronze em Velocidade por equipas (junto com Juliana Gaviria) - Jogos Nacionais - Ouro em Keirin - Ouro em Velocidade individual - Ouro em Velocidade por equipas - Ouro em 500 metros contrarrelógio |